# 甘新念珠芥
甘新念珠芥（学名：Torularia korolkowii）为十字花科念珠芥属下的一个变种。

## 扩展阅读
維基物種上的相關：甘新念珠芥